# Langmuir (cráter)

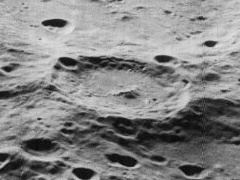
Imagen oblicua de la misión Lunar Orbiter 5, mirando al oeste

Langmuir es un cráter de impacto situado en la cara oculta de la Luna. Se encuentra en una región al suroeste de la cuenca de impacto del Mare Orientale. Langmuir está entre dos cráteres más grandes, con Chebyshev al oeste-noroeste y Brouwer al este. En parte se superpone a los bordes de estos dos cráteres, por lo que es el más reciente de los tres. En el exterior una serie de rampas formadas por materiales eyectados de Langmuir, que cubren parcialmente el suelo interior suroriental de Chebyshev.
|  |

Este cráter no ha sido muy erosionado, y muchas de sus características originales permanecen intactas y claramente definidas. El borde al oeste se halla parcialmente interrumpido al haberse superpuesto al brocal de Chebyshev, de mayor tamaño. En una disposición casual, un pequeño cráter aparece atravesando  borde con borde el extremo norte donde se une con Chebyshev, y un cráter más pequeño se sitúa en el extremo meridional de esta fusión.
La pared interior de Langmuir contiene algunas estructuras en forma de terrazas menores y muestra cierta apariencia de desprendimiento de materiales en el borde suroeste. La pared interior en la mitad sur del cráter es más ancha que en cualquier otra parte y es casi dos veces más ancha que en el borde norte. Como resultado, el suelo interior está desplazado hacia el norte. Presenta una formación de pico central en la plataforma interior, pero se encuentra al noreste del punto medio. El suelo es relativamente plano en la mitad occidental, y algo más desigual al este.